# Іроха
Іроха (яп. いろは歌, いろはうた, іроха-ута) — японський вірш, складений у 10 столітті, в якому використано всі знаки японської силабічної абетки кана окрім знака «н» (ん) без повторів. Авторство приписується напівлегендарному буддистському монахові Кукаю.
Іроха має форму пісні імайо з чотирьох куплетів, кожен з яких утворений чергуванням 7 та 5 складів. Вона служила засобом для запам'ятовування знаків абетки у традиційній Японії до 19 століття. Порядок знаків вірша, названий «порядком іроха», використовувався як абетковий покажчик у більшості словникових та енциклопедичних видань традиційної Японії.

## Текст
Нижче подано вірш Іроха в оригіналі, транскрипції і перекладі. Сучасне прочитання, яке відрізняється від стародавнього, наведене у дужках. Останній рядок починається зі знака /we/ (ゑ), що вийшов з ужитку.
| いろはにほへと | І ро ха ні хо хе то (Іро ва ніоедо)  | Віють кольори краси,       |
| ちりぬるを     | ті рі ну ру во (тірінуру о)          | та змарніють всі!          |
| わかよたれそ   | ва ка йо та ре со (вага йо таре дзо) | Що у світі нашім           |
| つねならむ     | цу не на ра му (цуне нараму)         | Вічним може буть?          |
| うゐのおくやま | у ві но о ку я ма (уї но окуяма)     | Метушні далекі гори        |
| けふこえて     | ке фу ко е те (кьо коете)            | Зараз подолай,             |
| あさきゆめみし | а са кі ю ме мі сі (асакі юме місі)  | І пустим хмільним примарам |
| ゑひもせす     | ве хі мо се су (йої мо седзу)        | Поклади ти край!           |

## Порядок іроха
Порядок знаків кани, що слідує за текстом вірша іроха, називається «порядком іроха»:
- い • ろ • は • に • ほ • へ • と • ち • り • ぬ • る • を • わ • か • よ • た • れ • そ • つ • ね • な • ら • む • う • ゐ • の • お • く • や • ま • け • ふ • こ • え • て • あ • さ • き • ゆ • め • み • し • ゑ • ひ • も • せ • す

Для зручності в кінці цього порядку додають знак /N/ (ん), який відсутній в основному тексті вірша.